# 龙婉丽
龙婉丽（1969年10月—），女，汉族，湖南长沙人，中华人民共和国政治人物。现任上海市静安区人民政府副区长，民盟上海市委副主委。第十四届全国政协委员。